# Grizzlys Catalans
I Grizzlys Catalans sono una squadra catalana di football americano di Perpignano, in Francia; fondatI nel 2012 a Saint-Laurent-de-la-Salanque, si sono trasferiti a Perpignano nel 2021.

## Dettaglio stagioni

### Tornei nazionali

#### Campionato

##### Division Élite
| Stagione | regular season | regular season | regular season | regular season | regular season | regular season | playoff | playoff | playoff | playoff | playoff | playoff   | playoff                        |
|          | Vin            | Par            | Per            | Tot            | PF             | PS             | Vin     | Per     | Tot     | PF      | PS      | risultato | avversaria                     |
| -------- | -------------- | -------------- | -------------- | -------------- | -------------- | -------------- | ------- | ------- | ------- | ------- | ------- | --------- | ------------------------------ |
| 2020     | 1              | 0              | 3              | 4              | 80             | 178            | -       | -       | -       | -       | -       | -         | -                              |
| 2022     | 7              | 0              | 3              | 10             | 327            | 236            | 0       | 1       | 1       | 34      | 35      | Wild Card | Cougars de Saint-Ouen-l'Aumône |
| 2023     | 6              | 1              | 3              | 10             | 244            | 224            | 0       | 1       | 1       | 31      | 41      | Wild Card | Flash de La Courneuve          |
| 2024     | 5              | 1              | 4              | 10             | 221            | 180            | 0       | 1       | 1       | 27      | 33      | Wild Card | Léopards de Rouen              |
| Totale   | 19             | 2              | 13             | 34             | 628            | 594            | 0       | 3       | 3       | 92      | 109     |           |                                |

Fonti: Enciclopedia del Football - A cura di Massimo Mezzetti

### Riepilogo fasi finali disputate
| Anno           | Luogo | Evento         | Fase del torneo | Incontro                                           | Risultato |
| 19 giugno 2022 |       | Division Élite | Wild Card       | Grizzlys Catalans - Cougars de Saint-Ouen-l'Aumône | 34 - 35   |
| 10 giugno 2023 |       | Division Élite | Wild Card       | Flash de La Courneuve - Grizzlys Catalans          | 41 - 31   |
| 8 giugno 2024  |       | Division Élite | Wild Card       | Grizzlys Catalans - Léopards de Rouen              | 27 - 33   |

## Palmarès
- 1 Casque d'Argent (2018)
- 1 Campionato regionale Linguadoca-Rossiglione (2015)